# ジャパンビーチバレーボールツアー
ジャパンビーチバレーボールツアーは、日本国内のビーチバレーボールにおける競技大会群である。2019年から2023年まではマイナビが冠スポンサーとなり、「マイナビジャパンビーチバレーボールツアー」として行われていた（マイナビは2018年まで東京大会、2024年以降は一部地方大会の冠となっている）。
2015年まで開催されていた日本バレーボール協会（JVA）主催「JVAビーチバレーボールシリーズA」と日本ビーチバレーボール連盟（JBV）主催「JBVツアー」を発展統合するかたちで新設。両団体が連携し強化体制一本化を目的とする。

## 方式

### 発足時
発足時、大会によって以下の方式に分かれていた。
| 方式名     | チーム数 | トーナメント                   | 備考                   |
| ---------- | -------- | ------------------------------ | ---------------------- |
| 方式I      | 16       | 予選→プール戦→決勝トーナメント | 小中学生大会などを併催 |
| 方式II     | 12       | プール戦→決勝トーナメント      | 外国チーム参加可       |
| ファイナル | 8        | プール戦→決勝トーナメント      | 外国チーム参加可       |

### 2019-2023
2019年度からは3クラスに分けて開催。
- BVT1（トップカテゴリー）
- BVT2（サテライト）
- BVT3（アンダーエイジ）

### 現行方式
2024年度からは「グランドスラム（4大会）」と「オープン（6大会）」の2カテゴリーに分けて開催。

## ツアー各大会

### 2024大会
|        | 日程           | 大会名                                      | 開催地                             | 方式 |
| ------ | -------------- | ------------------------------------------- | ---------------------------------- | ---- |
| 第1戦  | 5月10日-12日   | 平塚大会 荒井商事杯                         | 湘南ベルマーレひらつかビーチパーク |      |
| 第2戦  | 5月31日-6月2日 | 都城大会 第25回ビーチバレー霧島酒造オープン | 霧島ファクトリーガーデン           |      |
| 第3戦  | 6月8日-9日     | グランドスラム グランフロント大阪大会       | グランフロント大阪うめきた広場     |      |
| 第4戦  | 7月予定        | 立川立飛大会                                | TACHIHI BEACH                      |      |
| 第5戦  | 8月30日-9月1日 | マイナビ青森大会                            | あおもり駅前ビーチ                 |      |
| 第6戦  | 9月21日-22日   | グランドスラム 名古屋大会                   | tonarino                           |      |
| 第7戦  | 9月28日-29日   | グランドスラム お台場大会                   | お台場海浜公園                     |      |
| 第8戦  | 10月4日-6日    | 須磨大会                                    | 須磨海岸                           |      |
| 第9戦  | 10月25日-27日  | マイナビ松山大会                            |                                    |      |
| 第10戦 | 11月9日-10日   | グランドスラム 横浜赤レンガ倉庫大会         | 横浜赤レンガ倉庫                   |      |

### 2023大会
|        | 日程          | 大会名                                      | 開催地                             | 方式 |
| ------ | ------------- | ------------------------------------------- | ---------------------------------- | ---- |
| 第1戦  | 4月28日-30日  | 立川立飛大会                                | TACHIHI BEACH                      |      |
| 第2戦  | 5月12日-14日  | 平塚大会 ガラナ・アンタルチカ杯             | 湘南ベルマーレひらつかビーチパーク |      |
| 第3戦  | 6月3日-4日    | 渋谷大会                                    | MIYASHITA PARK                     |      |
| 第4戦  | 6月16日-18日  | 横浜赤レンガ倉庫大会                        | 横浜赤レンガ倉庫イベント広場       |      |
| 第5戦  | 8月26日-2日   | 青森大会                                    | あおもり駅前ビーチ                 |      |
| 第6戦  | 9月1日-3日    | 都城大会 第24回ビーチバレー霧島酒造オープン | 霧島ファクトリーガーデン           |      |
| 第7戦  | 9月9日-10日   | 名古屋大会                                  | 名城公園tonarino                   |      |
| 第8戦  | 10月13日-15日 | グランフロント大阪大会                      | グランフロント大阪うめきた広場     |      |
| 第9戦  | 10月27日-29日 | 松山大会                                    | 風早長浜海岸                       |      |
| 第10戦 | 11月3日-5日   | 須磨大会                                    | 須磨海岸                           |      |

### 2017大会
|               | 日程            | 大会名         | 開催地                   | 方式 |
| ------------- | --------------- | -------------- | ------------------------ | ---- |
| マイナビ第1戦 | 5月3日-5日      | 東京大会       | お台場ビーチ             | II   |
| 第2戦         | 6月10日-11日    | 伊予市大会     | 五色姫海浜公園           | II   |
| 第3戦         | 7月1日-2日      | 南あわじ大会   | 慶野松原海水浴場         |      |
| 第4戦         | 7月16日-17日    | 行橋大会       | 長井浜海水浴場           |      |
| 第5戦         | 7月29日-30日    | 大洗大会       | 大洗サンビーチ           |      |
| 第6戦         | 8月5日-6日      | 若狭おばま大会 | 若狭鯉川シーサイドパーク |      |
| 第7戦         | 8月26日-27日    | 平塚大会       | 湘南ひらつかビーチパーク |      |
| 第8戦         | 9月2日-3日      | 東京大会       | 大森東水辺スポーツ広場   |      |
| 第9戦         | 9月22日-24日    | 都城大会       | 霧島ファクトリーガーデン |      |
| ファイナル    | 9月30日-10月1日 | 大阪大会       | うめきた広場・桜之宮公園 |      |

### 2016大会
| 日程          | 大会名                    | 開催地                             | 方式 |
| ------------- | ------------------------- | ---------------------------------- | ---- |
| 5月3日-5日    | 東京大会 マイナビシリーズ | お台場ビーチ                       | II   |
| 6月18日-19日  | 志摩大会                  | 御座白浜海水浴場                   | I    |
| 6月25日-26日  | 南あわじ大会              | 慶野松原海水浴場                   | I    |
| 7月1日-3日    | 東京大会 マイナビシリーズ | お台場ビーチ                       | II   |
| 7月17日-18日  | 行橋大会                  | 長井浜海水浴場                     | I    |
| 7月23日-24日  | 大洗大会                  | 大洗サンビーチ                     | I    |
| 8月6日-7日    | 若狭おばま大会            | 若狭鯉川シーサイドパーク           | I    |
| 9月3日-4日    | 伊予大会                  | 五色姫海浜公園                     | I    |
| 9月17日-19日  | 東京大会 マイナビシリーズ | お台場ビーチ                       | II   |
| 9月23日-25日  | 宮崎大会 霧島酒造オープン | 霧島ファクトリーガーデン           | II   |
| 10月7日-9日   | 川崎大会 川崎市長杯       | 川崎マリエン                       | II   |
| 10月22日-23日 | 平塚大会                  | 湘南ベルマーレひらつかビーチパーク | II   |

ファイナル

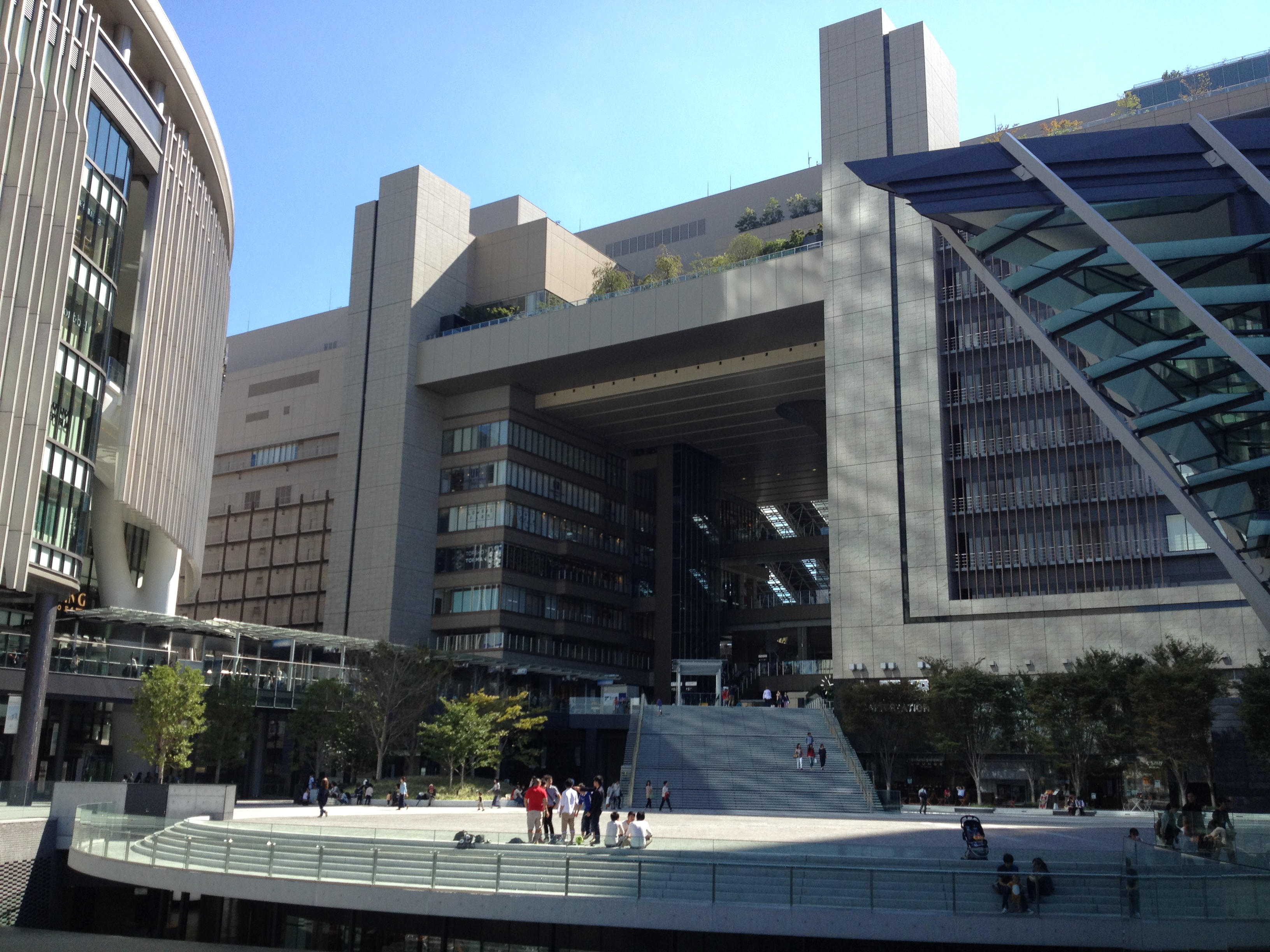
2016ファイナルの会場となるうめきた広場

- 2016年10月1日-2日 ツアーファイナル 大阪大会（うめきた広場・桜之宮公園）

## 年間王者
| 年度 | 男子優勝                    | 女子優勝                |
| ---- | --------------------------- | ----------------------- |
| 2016 | 長谷川徳海 / 高橋巧         | 石井美樹 / 村上めぐみ   |
| 2017 | 白鳥勝浩 / 高橋巧           | 石井美樹 / 村上めぐみ   |
| 2018 | /                           | /                       |
| 2019 | /                           | /                       |
| 2020 | /                           | /                       |
| 2021 | 石島雄介 / 白鳥勝浩         | 長谷川暁子 / 坂口由里香 |
| 2022 | 石島雄介 / 黒川寛輝ディラン | 橋本涼加 / 村上礼華     |
| 2023 | 石島雄介 / 髙橋巧           | 坂本実優 / 沢目繭       |

## 放送
ファイナルの模様はGAORAで生中継され、MBSテレビで当日深夜録画で放送。
2021年よりツアー各大会が日本バレーボール協会公式YouTubeチャンネルにてライブ配信されている。ただし、会場によっては一部コートの試合は配信されない。実況は主にジョイスタッフ所属フリーアナウンサー（大阪開催ではGAORAの協力を受けており、MBSアナウンサーが加わる）、解説はビーチバレーボールOB・OGがそれぞれ担当。準々決勝以降は当該大会で敗退した選手がゲスト出演することもある（一例として、2023第4戦横浜赤レンガ倉庫大会3日目には準々決勝で敗退した西堀健実がゲスト出演した）。ただし地方開催では最終日のみ実況・解説付きとなる。都城大会では配信の合間にCMが流される。
サテライト大会の一部は日本ビーチバレーボール連盟公式YouTubeチャンネルにてライブ配信されている。

## 大会テーマ曲
- 2023年 - Da-iCE「スターマイン」

## 公式アンバサダー
- 2023年 - 豊田ルナ・山口はのん